# Las sergas de Esplandián
Las sergas de Esplandián ("Las proezas de Esplandián") es el quinto de la serie española de libros de caballerías iniciada con el Amadís de Gaula. Su autor fue Garci Rodríguez de Montalvo, quien también escribió el libro cuarto del Amadís. De conformidad con el tópico de la falsa traducción, Rodríguez de Montalvo indicó en el prólogo del Amadís que el manuscrito original de Las sergas, escrito en griego por el maestro Elisabat, "... por gran dicha paresció en una tumba de piedra, que debajo de la tierra de una ermita cerca de Constantinopla fue hallado, y traído por un húngaro mercader a estas partes de España, en letra y pergamino tan antiguo, que con mucho trabajo se pudo leer por aquellos que la lengua sabían".  

## Etimología de la palabrasergas
El nombre de sergas, que no figura en el Diccionario de la Real Academia Española, se debe a una confusión con la palabra erga, que en griego significa 'hechos, hazañas'. Según escribió Diego Clemencín en sus Notas al Quijote (cap. VI), "El raro y nunca visto nombre de "Sergas" fue artificio que discurrió Montalvo para acreditar el origen griego de la história de Esplandián. Porque en este idioma "erga" significa hechos, hazañas; y Montalvo, que probablemente no sabría mucho de griego, en lugar de escribir "las Ergas" puso "las Sergas". Así se indicó en el cap. 18, donde contándose que el maestro Elisabad se encargó de escribir la historia de Esplandián a ruego del rey Lisuarte, se dice: "Pues así como oís, fueron escritas estas Sergas llamadas de Esplandián, que quiere decir las proezas de Esplandián". Por lo cual, Nicolás Antonio, al hablar de este libro en su Biblioteca antigua, lo llamó no "las Sergas", sino "las Ergas" de Esplandián.

## Ediciónprinceps
La primera edición conocida de Las sergas de Esplandián es la publicada en Sevilla en julio de 1510, pero indudablemente hubo al menos una anterior (quizá publicada en Sevilla en 1496), ya que su continuación Florisando (sexto libro de la serie amadisiana) apareció en abril de 1510. 

## Argumento
La obra Las sergas de Esplandián relata en 184 capítulos las aventuras de este caballero, hijo primogénito de Amadís de Gaula y la princesa Oriana de la Gran Bretaña. Llevado en una embarcación volante -la fusta de la gran Serpiente- a la peña de la Doncella encantadora, se apodera allí de una espada encantada, llega después a la Montaña Defendida y en el castillo de la Peña Tajada mata a tres gigantes y libera a su abuelo materno el rey Lisuarte. Mata al gigante Bramato y libera a Gandalín y a Lasindo, y tiene otras aventuras. Además se enamora de la infanta Leonorina, hija del emperador de Constantinopla, con la que sostiene un casto idilio, y combate con su propio padre, Amadís, quien le desafía para probar su valor, sin que Esplandián, que resulta vencedor, conozca su identidad. Sin embargo, la mayor parte del libro está dedicada a relatar los incesantes combates del héroe con el rey Armato de Persia y los musulmanes, que forman una alianza para apoderarse de Constantinopla y la someten a un terrible asedio, que concluye con la victoria de los cristianos. Al final de la obra, Esplandián contrae matrimonio con Leonorina, y el emperador de Constantinopla abdica la corona en su favor.

## Personajes
Esplandián, hijo de Amadís y de Oriana. También llamado al inicio del libro como el Caballero Negro Es quien continua el linaje de caballeros, siendo sucesor de Amadís. Su nacimiento es narrado en el Amadís de Gaula. Como héroe del libro de caballería, cumple con la estructura narrativa de concepción y nacimiento prototípica: en primer lugar, viene de ascendencia regia por ser hijo de Amadís futuro rey de Bretaña; en segundo lugar, las circunstancias de su concepción son inusuales pues al quedar embarazada oriana esta decide mantenerlo en secreto; tercero, también su nacimiento es inusual ya que es abandonado igual que lo fue su padre; cuarto, se cría y educa fuera del hogar por un ermitaño llamado Nasciano. Al Hacia el final del libro se casará con Leonorina. 
Leonorina, hija del emperador de Constantinopla, esposa de Esplandián. Princesa que aparece por primera vez en el Amadís de Gaula y nuevamente en Las sergas de Esplandián en el capítulo XXXVI. Es considerada mucho más hermosa que Oriana, Briolanja, Melicia u Olinda "...porque como él (el rey de Dacia) oviesse visto a la muy fermosa Oriana con la reina Briolanja, y a Melicia y Olinda, comoquiera que esta infanta a todas ellas en beldad passasse no era en tanto grado que a él la memoria de las otras le hixiesse perder".
Carmela, doncella al servicio de Esplandián, se considera una mediadora entre Esplandián y Leonorina, pues su señor le encarga llevar una promesa, el anillo de su padre, otorgado por la infanta Leonorina a Amadís en el Amadís de Gaula. Es hija del ermitaño que Esplandián encuentra en la ribera de la Montaña defendida. En el capítulo XVI, el autor hace un discurso a este personaje resaltando su virtud de servicio a Esplandián.
Rey Lisuarte, rey de gran Bretaña. En Las sergas de Esplandián está aprisionado por Arcabona quien lo encanta hasta quedar dormido y lo traslada hasta el castillo de la Montaña Defendida. Es liberado por Espladián en el capítulo VI. Entre los capítulos LXII y LXIII le herada sus tierras a Amadís y Oriana.
Maestro Helisabad, supuesto autor de Las sergas de Esplandián. En el libro aparece por primera vez en el capítulo VII, después de que el gigante Matroco, vencido en batalla por Esplandián, libera a los prisioneras de los que hacía parte. El maestro acompaña a Esplandián en sus aventuras con la intención de escribir sus hazañas para que queden en la posteridad, como le ordenó el Rey Lisuarte.  
Sargil, escudero de Esplandián.
Gandalín,
Lasindo,
Norandel, hijo ilegítimo del Rey Lisuarte.
Frandalo,
Rey Garinto de Dacia,
Maneli el mesurado,
Talanque, aparece junto a Ambor, por primera vez en el capítulo XV, hijo de Galaor. Acompaña a Esplandián en sus aventuras.
Ambor, hijo de Angriote Destraváus. Junto con Talanque encuentran a Esplandían al estar en su búsqueda en la Montaña defendida, luego, acompaña a Esplandián en sus aventuras.
Urganda la desconocida,
La Doncella Encantada,
Melia,
Arcabona', hermana del mago Arcalaús y por lo tanto, también cuenta con el poder de encantar. Al intentar encantar a Esplandían, después de que este venció a los tres gigantes y deseaba liberar al rey aprisionada en el castillo, se da cuenta que este es un caballero que rechaza sus encantamientos gracias a la espada encantada.
Matroco', aparece en el capítulo VII por primera vez, es el señor del Castillo de la Montaña Defendida, hijo de Arcabona.

## Amor cortés
Si bien en el Amadís de Gaula, el héroe se encuentra ligado a la aparición de su amada para iniciar sus aventuras de caballería y el estar sin el amor de su dama significa falta de actividad como caballero, en las Sergas de esplandián, las aventuras del héroe no están motivadas por el impulso amoroso de Leonorina. Uno de los tópicos a través del cual se da el amor cortés en Esplandián es la del "amor lonh" que significa amor de lejos o amor distante. Esplandián conoce de oídas a Leonorina gracias a que su padre le ordena ponerse al servicio de la hija del emperador de Constantinopla, pues este le había hecho una promesa que ya no podía cumplir, prometiendo que uno de su linaje la cumpliera por él.. Así es cómo, Carmela, embajadora de Esplandián, se encuentra con Leonorina y el emperador de Constantinopla, para entregar a la infanta el anillo que envía Esplandián y la promesa de ser su señor. Leonorina al escuchar esto, se siente enferma de amor, una característica del amor cortés, capítulo XXXVII, "Leonorina, que ha todo esto presente era, estava como tollida, con una alegría, no como aquellas que mucha risa y plazer an, mas de tal manera y tan nueva para ella que con muy grande angustia y no menos congoxa su plazer se mezclaba: comeNzado ya el cruel amor...". No obstante, el emperador exige la presencia del hijo, Esplandián, para que el padre, Amadís, se vea absuelto de no poder cumplir la promesa de matrimonio que había prometido a Leonorina en el Amadís de Gaula.  
Sin embargo, más seducido por derrotar a los paganos y combatir a Armato, rey de Persia, Esplandián, estando a la ribera de Constantinopla decide no desembarcar para ir a ver a Leonorina, postergando todo encuentro presencial con la dama y continuar su viaje en busca de aventuras que le permitan enaltecer la fe cristiana. Así menciona Javier Roberto González al respecto "Por otra parte, al tratarse aquí de un amor que no solamente posterga la consumación sexual, sino incluso la oblitera, y llega inclusive a prescindir de lo sensorial mismo al fundarse en un conocimiento de oídas, el deseo no se gobierna ni se disciplina, que es lo que imponen los cánones corteses, sino lisa y llanamente se anula".

## Presencia de la magia
En Las sergas de Esplandián se percibe una disminución en algunos aspectos de la magia. Si el Amadís de Gaula tiende a la profecía a través de los sueños desde su inicio, Las sergas de Esplandián prescindirá de ellas. La magia tendrá espacio a través de los personajes que tienen esta característica: Urganda la desconocida, Melia, la Doncella Encantadora.
Lugares mágicos
También están presentes algunos lugares mágicos como la peña de la Doncella Encantadora en la que, al iniciar el quinto libro, Esplandián encuentra, después de atravesar un arco con una inscripción y entrar en una gran sala donde se encontraba la cámara del tesoro, la empuñadura de una espada. Para tenerla tuvo que combatir con una serpiente que se encontraba a la peurta de esta sala. En una de la cámaras de esta peña también encuentra la baina de la espada, que estaba retenida a su mano derecha, un león de metal sobre una tumba hecha de piedra cristalina. En la mano izquierda, el león tenía un rótulo que decía     
«"Los bramidos espantables en el tiempo de la gram priessa constreñirán a ti, cavallero que la espada ganaste,a te fazer que buelvas por el gran tesoro que te fará restituir la perdida alegría y resfriará aquellas llamas encendidas de los crueles rayos que de lueñe serias ferido; conténtate con lo que ganaste, pues en tan grandes tiempos, donde tantos cavalleros por gran fama fallescieron, la mudable Fortuna a ti sobre todos ensalçó otorgándote la gloria que ninguno alcançar pudo"» 
                                                                     Las sergas de Esplandía - Garcí Rodríguez de Montalvo
                                                                     Capítulo II
Objetos
Dentro de los objetos mágicos se encuentra, La fusta de la Gran Serpiente que pertenece a Urganda la desconocida y que es otorgada a Esplandián cuando aún era un doncel. Esta fusta en una de los autómatas que aparecen el los libros de caballerías y es la que lleva a Esplandián a los lugares donde tendrá grandes aventuras.  

## Influencia
Uno de los nombres de lugares ficticios incluido en la obra, el de la Isla de California, señorío de Calafia, reina de las Amazonas (que se enamora de Esplandián pero termina casada con su primo Talanque, hijo extramatrimonial de Galaor y Julianda) alcanzó notoriedad cuando los conquistadores españoles le pusieron ese mismo nombre a lo que hoy es una vasta región de México y los Estados Unidos.
Mientras que en el Amadís de Gaula los enfrentamientos relatados se producían exclusivamente entre caballeros cristianos y europeos, Las sergas de Esplandián introdujo por primera vez en el ciclo amadisiano el tema de un gran enfrentamiento bélico entre cristianos y paganos (comprendiendo entre estos a los musulmanes), que se repitió incesantemente en casi todos los demás libros de la serie, tanto en los amadises españoles como en los italianos, alemanes y franceses, así como en muchos otros libros de caballerías españoles y portugueses.

## Ediciones
A pesar de que generalmente se le ha considerado inferior al Amadís de Gaula, la obra de Rodríguez de Montalvo tuvo una gran popularidad, como lo demuestra el elevado número de ediciones conocidas: Sevilla (1510), Toledo (1521), Roma (1525), Sevilla (1526), Burgos (1526), Sevilla (1542 y 1549), Burgos (1587), Zaragoza (1587) y Alcalá de Henares (1588). Cervantes no la tenía en gran estima, ya que al ser examinada por el cura y el barbero en el escrutinio de la biblioteca de Don Quijote, el cura manifestó que no había "de valer al hijo la bondad del padre" y se la condenó a las llamas, de las que se había salvado el Amadís de Gaula.

## Continuaciones
Al final del libro (cap. CLXXXIV), el autor habla de una continuación, que contendría los hechos de Talanque, el hijo extramatrimonial de Galaor, y de Maneli el Mesurado (hijo extramatrimonial del rey Cildadán de Irlanda y de Solisa, tía materna de Talanque), y que supuestamente era "un libro muy gracioso y muy alto en toda orden de caballería, que escribió un muy gran sabio en todas las artes del mundo"; pero esos personajes no interesaron a los continuadores. 
En español, el libro fue objeto de dos continuaciones distintas, cada una de las cuales inicia su acción donde la concluye Rodríguez de Montalvo: el Florisando de Ruy Páez de Ribera (1510), que relata los hechos del caballero de ese nombre, sobrino de Amadís de Gaula, y el Lisuarte de Grecia de Feliciano de Silva (1514), que relata las aventuras del primogénito de Esplandián. En italiano, la obra fue continuada por Mambrino Roseo en El segundo libro de las sergas de Esplandián (1564).